# New Washington (Ohio)
New Washington es una villa ubicada en el condado de Crawford en el estado estadounidense de Ohio. En el censo de 2010 tenía una población de 967 habitantes y una densidad poblacional de 271,93 personas por km².

## Geografía
New Washington se encuentra ubicada en las coordenadas 40°57′38″N 82°51′17″O / 40.96056, -82.85472. Según la Oficina del Censo de los Estados Unidos, New Washington tiene una superficie total de 3.56 km², de la cual 3.56 km² corresponden a tierra firme y (0%) 0 km² es agua.

## Demografía
Según el censo de 2010, había 967 personas residiendo en New Washington. La densidad de población era de 271,93 hab./km². De los 967 habitantes, New Washington estaba compuesto por el 98.66% blancos, el 0.21% eran afroamericanos, el 0% eran amerindios, el 0% eran asiáticos, el 0% eran isleños del Pacífico, el 0.62% eran de otras razas y el 0.52% pertenecían a dos o más razas. Del total de la población el 1.03% eran hispanos o latinos de cualquier raza.